# Drosera filiformis

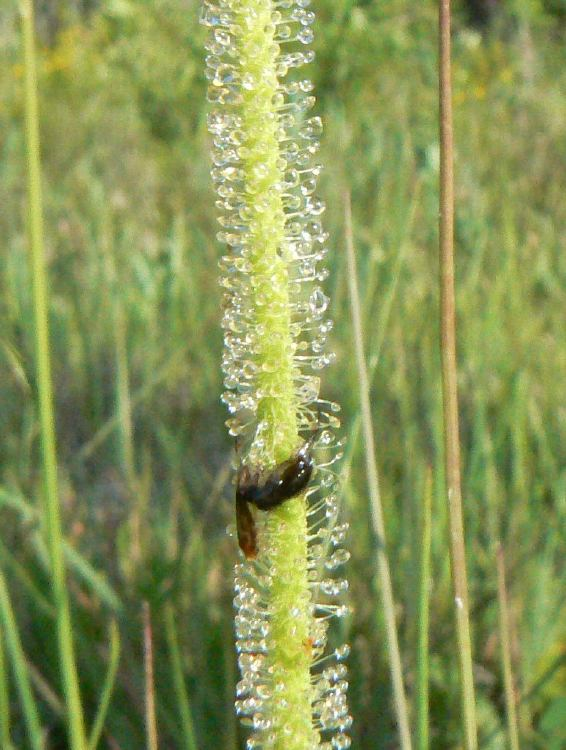
Parte de la hoja de Drosera filiformis var. tracyi, con un insecto capturado

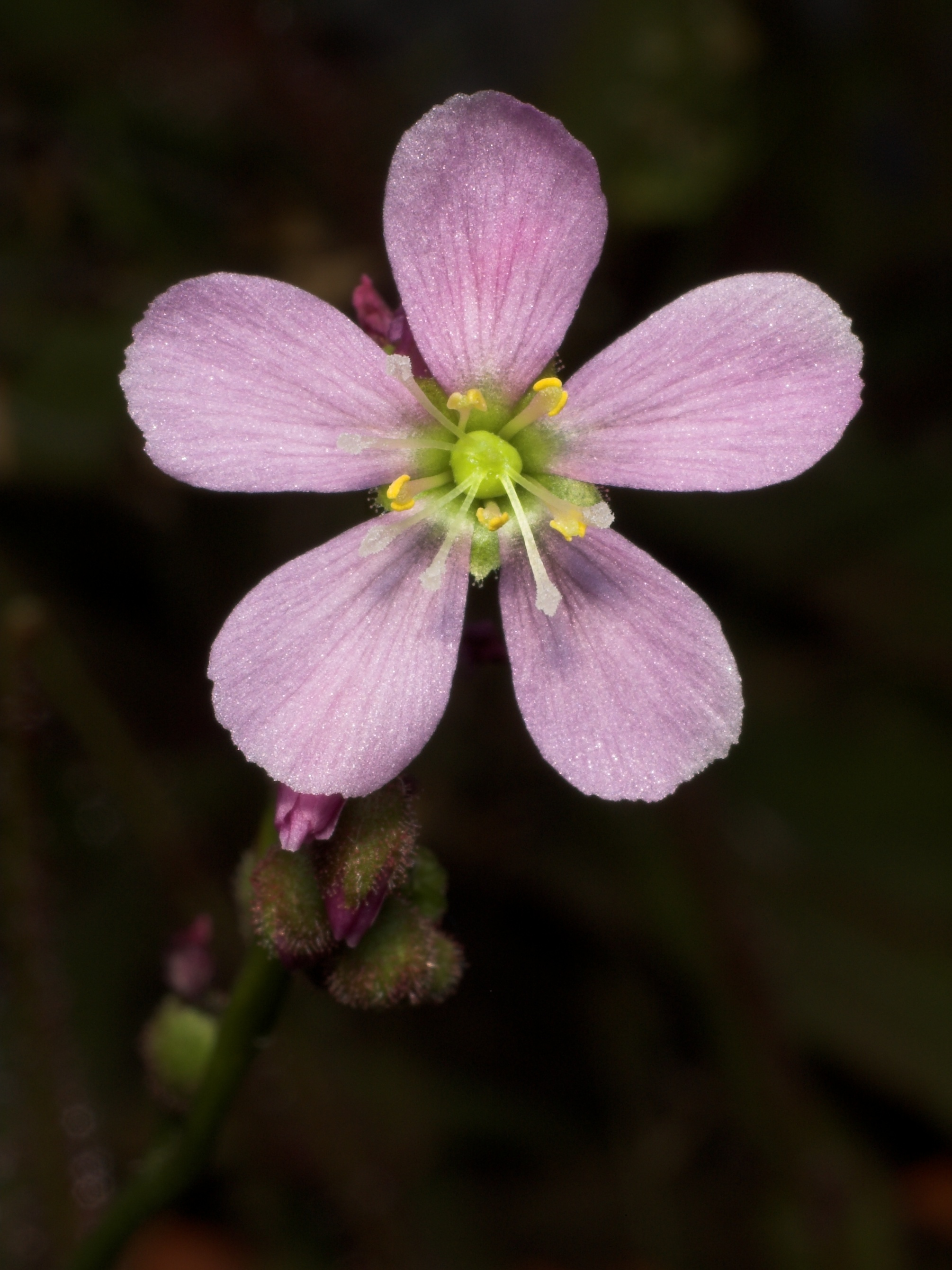
Flor

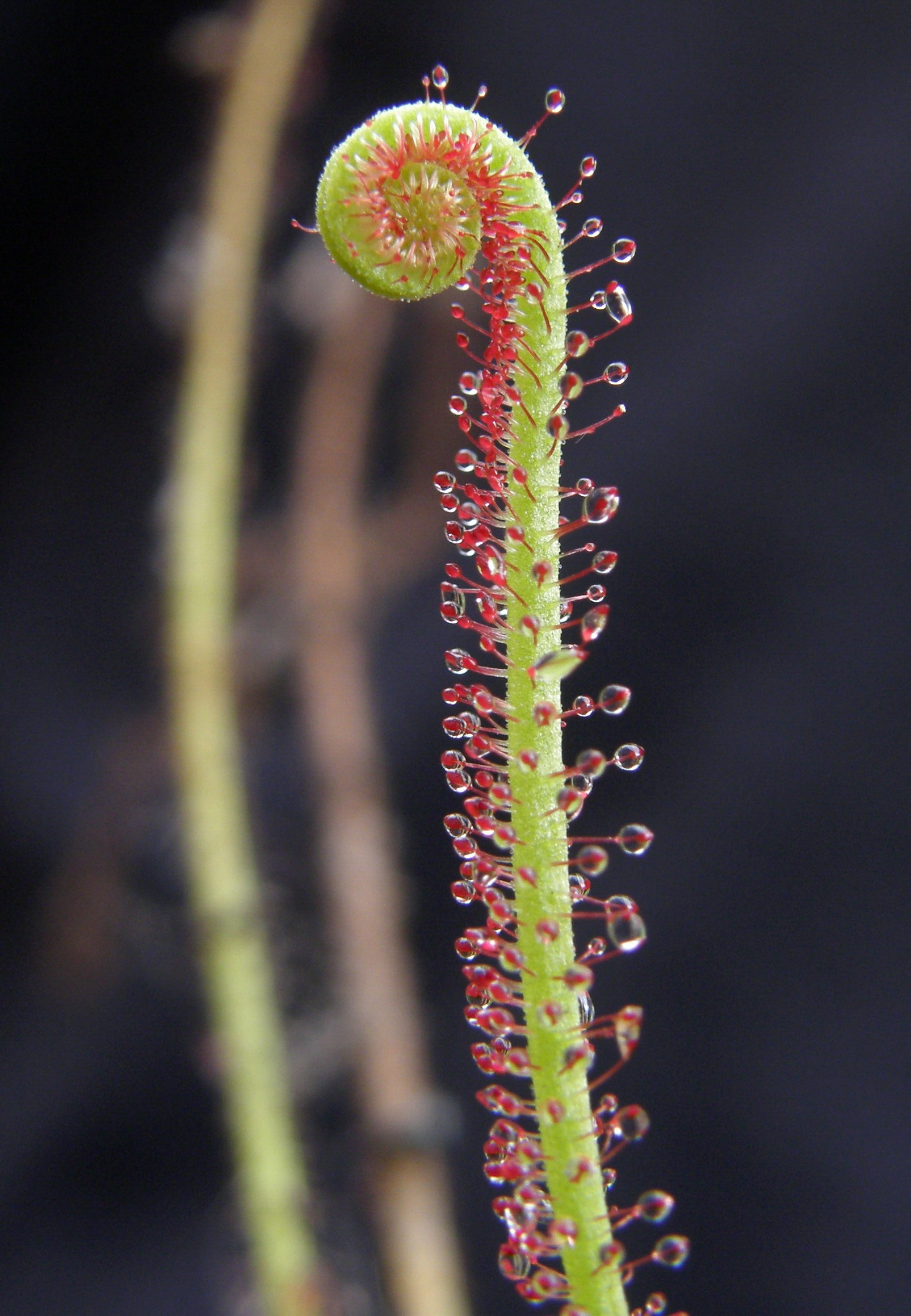
Detalle de la hoja

Drosera filiformis es una especie de planta carnívora perteneciente a la familia Droseraceae, originaria de Norteamérica. Una especie de Drosera que no es habitual dentro de su género en el que la hoja, larga, erguida, filiforme de esta planta se enrolla en espirales, una disposición similar a la vernación vista en los helechos.

## Distribución y hábitat
D. filiformis se produce de forma natural tanto en Canadá como en Estados Unidos; su área de distribución natural se extiende por la costa este de América del Norte desde el suroeste de Nueva Escocia en el norte a través de Nueva Inglaterra a Florida y Luisiana en el sur.

## Cultivo
D. filiformis se cultiva con frecuencia, con varios cultivares registrados, tales como D. filiformis var. filiformis, D. filiformis var. tracyi (una planta más alta, con tentáculos claros, en lugar de rojos), D. filiformis × 'California Sunset' (un híbrido entre D. filiformis var. filiformis y D. filiformis var. tracyi ), y D. filiformis × 'Florida Todo Rojo' (una variedad que se convierte en rojo, a pleno sol, y no requiere de hibernación). Todas estas variedades son cultivadas con condiciones similares a las de la mayoría de las otras especies de Drosera: suelo pobre en minerales y agua destilada, de ósmosis inversa o de lluvia. Todos los tipos de D. filiformis distintos de 'Florida All Red' requieren una latencia invernal para la supervivencia a largo plazo, formando hibernáculos en el invierno.

## Taxonomía
Drosera filiformis fue descrita por Constantine Samuel Rafinesque y publicado en Medical Repository, ser. 2 5: 360. 1808.
Etimología
Drosera: tanto su nombre científico –derivado del griego δρόσος [drosos]: "rocío, gotas de rocío"– como el nombre vulgar –rocío del sol, que deriva del latín ros solis: "rocío del sol"– hacen referencia a las brillantes gotas de mucílago que aparecen en el extremo de cada hoja, y que recuerdan al rocío de la mañana.
filiformis: epíteto latíno que significa "con forma de hilo"
Variedad aceptada
- Drosera filiformis var. tracyi (Macfarl.) Diels

Sinonimia
- Drosera filiformis var. filiformis
- Drosera leionema Raf.
- Drosera tenuifolia Willd.
- Filicirna filiformis (Raf.) Raf.
- Filicirna leionema (Raf.) Raf.
- Filicirna tenuifolia (Willd.) Raf.[4][5]